# Carel Marie Brantsen
Carel Marie baron Brantsen (Arnhem, 30 oktober 1834 - De Steeg, 14 januari 1909) was een Nederlands politicus.

## Familie
Brantsen werd in 1834 geboren op kasteel Zypendaal te Arnhem. Hij was lid van de Arnhemse regentenfamilie Brantsen en een zoon van Derk Willem Gerard Johan Hendrik baron Brantsen (1801-1851), onder andere lid van het College van Gedeputeerde Staten van Gelderland, en Jacoba Charlotta Julia barones van Heeckeren (1802-1882). Carel Marie was het vijfde kind uit dit huwelijk waaruit acht kinderen werden geboren, onder wie politicus Willem Gerard baron Brantsen (1831-1899). Brantsen trouwde in 1873 in Vorden met Jacqueline Sophie gravin van Limburg Stirum (1845-1922). De bruiloft werd gevierd op De Wiersse. Uit dit huwelijk werden vier kinderen geboren. Carel Marie Brantsen werd in 1909 in Rheden begraven en na de dood van zijn echtgenote herbegraven op de door zijn zoon Vivian aangelegde familiebegraafplaats op het landgoed Wielbergen in Angerlo.

## Loopbaan
In 1860 werd Brantsen op 26-jarige leeftijd burgemeester van Angerlo, een functie die hij bekleedde tot 1878. In 1851 was hij na de dood van zijn vader eigenaar geworden van het landgoed Wielbergen te Angerlo dat naast het landgoed en landhuis Bingerden is gelegen. In 1869 gaf hij aan de architect des konings Lucas Hermanus Eberson de opdracht tot het bouwen van het landhuis Wielbergen dat in de jaren 1869-1873 gerealiseerd werd. Na het overlijden van zijn oom mr. Jacob Pieter Johan Theodore Brantsen (1803-1880), burgemeester van Rheden, erfde eerst jhr. Theodore Leopold (1833-1889) en daarna Carel Marie het landgoed en huis Rhederoord te De Steeg. Na een verbouwing heeft Carel Marie met zijn gezin Rhederoord bewoond tot aan zijn overlijden in 1909. Hij was in Rheden onder andere voorzitter van de Hervormde kerkvoogdij en heeft zich ingezet voor de restauratie van de dorpskerk en toren van Rheden. Wielbergen werd verhuurd, onder andere aan de familie Van Heeckeren van Kell-van Aldenburg Bentinck die na 1919 Rhederoord zouden gaan bewonen.
In 1884 werd hij gekozen tot lid van Provinciale Staten van Gelderland. Op 14 november 1888 werd hij voor het kiesdistrict Lochem bij een tussentijdse verkiezing met gering verschil tot lid van de Tweede Kamer gekozen voor de Anti-Revolutionaire Partij (1888-1891). Hij speelde in die functie geen opvallende rol en werd in 1891 door de liberaal Egbert Broer Kielstra verslagen. Nadien werd hij gedeputeerde van Gelderland (1892-1904).

## Portretten
Van Carel Marie Brantsen zijn in het historisch landhuis Wielbergen in Angerlo een drietal portretten bewaard gebleven: een jongensportret van omstreeks 1840, een geknipt silhouet met bolhoed op middelbare leeftijd en een olieverfschilderij van de schilder J.B. Discart (1855-1940) uit 1903 geschilderd voor de salon in Rhederoord dat nu evenals het portret van zijn echtgenote Jacqueline Sophie Brantsen-van Limburg Stirum (1845-1922) door J.B. Discart uit 1903 hangt in de Brantsen-kamer in Wielbergen te Angerlo.